# José da Silva Monteiro
José da Silva Monteiro (Oliveira do Castelo, Guimarães, 5 de Fevereiro de 1867 — Armamar, Armamar, 6 de Agosto de 1940) foi um bacharel formado em Direito pela Faculdade de Direito da Universidade de Coimbra, magistrado e político que, entre outras funções de relevo, foi presidente do Tribunal do Comércio do Porto, inspector dos serviços judiciários, juiz conselheiro do Supremo Tribunal de Justiça e Ministro da Justiça da Ditadura Nacional, tendo exercido o cargo de 18 de Abril a 10 de Novembro de 1928.
Foi um dos responsáveis da compilação e investigação do Regicídio de 1908